# Fuerzas Unidas de Liberación
Las Fuerzas Unidas de Liberación (en turco: Birleşik Özgürlük Güçleri, o BÖG) son una milicia revolucionaria conformada por distintas organizaciones socialistas revolucionarias, socialistas, feministas, comunistas libertarias y anarquistas de Turquía, actualmente se encuentra expatriada en Siria, participando en la guerra civil de ese país.
Participa activamente en la campaña en el Kurdistán sirio combatiendo junto a las milicias kurdas en defensa de la Revolución de Rojava, enfrentándose al Estado Islámico, las facciones rebeldes islamistas y el régimen baazista de Bashar Al-Assad.

## Implicación en la Guerra Civil Siria
Junto como a otras brigadas de voluntarios extranjeros (como la Brigada Intermacional de Rojava y las YPG Internacional) esta también fue inspirada por las Brigadas internacionales de la Guerra civil española, las Fuerzas Unidas de Liberación fueron fundadas en diciembre de 2014 en el cantón de Kobane, dentro de la región autónoma de facto de Rojava en Siria.
Desde el 10 de junio de 2015 las Fuerzas Unidas de Liberación forman parte de la Brigada Internacional de Liberación una coalición internacionalista de voluntarios junto a otras organizaciones políticas armadas turcas como el hoxhaísta MLKP y el partido maoísta TKP/ML y su brazo armado el TİKKO. Dicha coalición también alberga otras organizaciones de países como Grecia, España, Francia y Irlanda.

### Caso Aziz Güler
El 21 de septiembre de 2015 el comandante de las milicias Aziz Güler (Nom de guerre: Rasih Kurtuluş) cayó en combate mientras luchaba contra yihadistas de Estado Islámico al estallarle una mina terrestre en campo abierto a pocos kilómetros de la ciudad de Ras al-Ayn, Siria. 
Su restos fueron llevados a un hospital en Serê Kaniyê (Ras al-Ayn) para luego ser repatriados a Turquía, su país de origen por pedido de su familia. Sin embargo las autoridades turcas se rehusaron a repatriarlo, pese a ello su familia apeló en el Distrito Departamental de Suruç, pero aun así sus apelaciones fueron rechazadas por orden del Consejo de Ministros y la Corte Constitucional de Turquía, que ya habían rechazado sus solicitudes para repatriarlo antes de acudir a la Corte Europea de Derechos Humanos. Este incidente ocasionó varias protestas contra el gobierno turco, quienes se posicionaban en contra de la decisión gubernamental llevaron a cabo una petición en la plataforma Change.org para pedir por la repatriación de Güler logrando casi 25.000 firmas en 60 días.
Finalmente luego de una gran presión social ocasionada debido a la opinión pública el gobierno cedió ante la petición de la familia Güler y permitió que se concretara la repatriación de los restos del combatiente. Fue enterrado en Estambul el día 22 de noviembre de 2015.

## Unidades
Las Fuerzas Unidas de Liberación están formadas por diferentes partidos políticos y organizaciones armadas de distintas ideologías entre ellas comunismo, socialismo libertario y anarquismo ecologista. Todas ellas tienen como base el feminismo y el antifascismo.
Las unidades que conforman las Fuerzas Unidas de Liberación son:

### Fuerza Femenina de Liberación

Bandera de la unidad

La Fuerza Femenina de Liberación o Fuerza de Liberación de la Mujer (en turco: Kadın Özgürlük Gücü, abreviado como KÖG) es una organización armada marxista-leninista y feminista de Turquía nacida en el mismo seno de las Fuerzas Unidas de Liberación en agosto de 2015, se forma desde la iniciativa de las mujeres voluntarias internacionalistas que se encontraban combatiendo en Rojava para distintas unidades de las FUL. Inspiradas en las Unidades Femeninas de Protección (YPJ) y YPS-Jin (milicia kurda participante en el conflicto kurdo-turco) se forman en agosto de 2015 en honor a la miliciana turca Eylem Ataş caída en combate mientras luchaba contra Daesh.
Es la unidad más importante de las Fuerzas Unidas de Liberación.
Se autodenominan como antiimperialistas, anticapitalistas, antifascistas y antipatriarcales, tienen como objetivo la «lucha y destrucción de toda forma de opresión y explotación patriarcal», además de la abolición del Estado y el capitalismo.

### Partido Comunero Revolucionario
El Partido Comunero Revolucionario (en turco: Devrimci Komünarlar Partisi, abreviado como DKP) es una organización política y armada comunista de Turquía. Es uno de los partidos fundadores y más importante de las Fuerzas Unidas de Liberación. El partido también es parte de la alianza kurdo-turca del Movimiento Unido Revolucionario de los Pueblos (HBDH por sus siglas en turco) una coalición política de partidos formada en marzo de 2016 por el Partido de los Trabajadores del Kurdistán (PKK) y demás partidos y organizaciones armadas de izquierda revolucionaria de ese país.

### MLSPB-DC
La Unidad Armada de Propaganda Marxista-Leninista—Frente Revolucionario (en turco: Marksist Leninist Silahlı Propaganda Birliği-Devrim Cephesi, abreviado como MLSPB-DC) es una organización armada comunista de Turquía activa desde el año 1975. En octubre de 2015 crean junto al Devrimci Karargâh (también parte de las FUL) un batallón llamado Alper Çakas, en honor a un combatiente del MLSPB-DC muerto en combate mientras se enfrentaba contra combatientes de Daesh en Rojava.
También forma parte del Movimiento Revolucionario de los Pueblos Unidos.

### Partido Revolución de Turquía
El Partido Revolución de Turquía (en turco: Türkiye Devrim Partisi, abreviado como TDP) es un grupo armado socialista revolucionario de Turquía.

### Rebelión Social
Rebelión Social o Insurrección Social (en turco: Sosyal İsyan, abreviado como Sİ) es una organización armada ecoanarquista formada en la ciudad turca de Tuzluçayır el año 2013. La mayor parte de sus miembros tienen influencias de revolucionarios y teóricos anarquistas como Alfredo M. Bonanno, Nestor Makhno y Pierre-Joseph Proudhon.

### PDKÖ
La Organización Revolucionaria para la Liberación Proletaria (en turco: Proleter Devrimci Kurtuluş Örgütü, abreviada como PDKÖ) es un grupo armado comunista de Turquía.